# Locika
Locika (Lactuca) je rod rostlin (asi s 125 druhy) které při poranění vylučují mléčnou šťávu (latex) a ta při kontaktu se vzduchem tuhne a hnědne. Rod je v čeledi hvězdnicovitých řazen do podčeledě čekankové (Cichorioideae).

## Výskyt
Locika je rozšířena převážně v mírném podnebném pásmu téměř po celé zeměkouli, největší počet druhů roste v Evropě. Dále osídlila Asii, Afriku, Severní i Jižní Ameriku a Austrálii. Její druhy jsou variabilní, mohou existovat v různých biotopech. Některé mohou vyrůstat na neúrodných půdách s narušeným povrchem (např. locika jedovatá), jiné rostou nejlépe na vápnitém podkladě nebo na místech i částečně zasolených (např. locika vrbová), jiné osídlují ornou půdu (např. locika tatarská) nebo rostou jako lesní podrost (např. locika dubová). Většina z nich jsou xerofyty dobře uzpůsobené pro růst v suchém prostředí. Převážná část jich vyrůstá do nadmořské výšky okolo 600 m, některé rostou stabilně i ve 2000 m.
Mnoho druhů je domovem ve středomořské oblasti, která je považována za jedno z genetických center rodu. Odtud pochází i v Evropě nejrozšířenější druh locika kompasová a nejznámější druh locika setá (hlávkový, listový salát).

## Popis
Rod zahrnuje jednoleté, dvouleté a řídce i vytrvalé rostliny mající v pletivech specializované buňky, mléčnice, které obsahují ve vakuole latex. Po porušení těchto buněk rostlina mléčí, intenzita je u jednotlivých druhů rozličná. Přímé nebo vystoupavé lodyhy, které bývají lysé nebo chlupaté, vyrůstají ze ztlustlých vřetenovitých až řepovitých kořenů a obvykle se v horní polovině rozvětvují. Bazální řapíkaté listy jsou nejčastěji sestaveny do růžice, lodyžní vyrůstající střídavě bývají především přisedlé, u některých druhů jsou vytvořena ouška. Listy jsou jednoduché a jejich čepele jsou častěji dělené než celistvé, většinou jsou žilnaté a po okrajích ostnaté. Některé druhy mají na listech pigmenty antokyanu.
Drobné květní úbory s plochými lůžky bez plevek mívají 4 až 25, ojediněle i 50 oboupohlavných jazykovitými kvítků a bývají sestaveny do květenství lata, hrozen nebo klas. Květní listeny jsou šupinovité, u báze hrálovité nebo střelovité a přitisknuté k ose květenství a k větvím. Ligula jazykovitých květů je žlutá, na spodní straně je někdy načervenalá nebo modrá a mívá dvojnásobnou délku než korunní trubka. Prašníkovitá trubička je žlutá stejně jako dvouramenná blizna na chlupaté čnělce. Zákrov, kratší než jazykovité květy, je 5 až 20 mm dlouhý, bývá válcovitého tvaru a má 3 až 4 řady lysých nebo na konci vzpřímených a přitlačených brvitých listenů, jež jsou někdy na špičce fialově zabarvené, později listeny mívají vrcholy odstálé.
Plody jsou nažky které mají zobánek a jsou zploštělé, někdy i vřetenovité a vždy mají po stranách vícero žeber. Délka nažky kolísá od 3 do 10 mm a jejich barva bývá krémová, olivová nebo hnědá v různých odstínech. Zobánek může být kratší nebo delší než tělo nažky a má barvu shodnou nebo je světlejší. Na konci nažky je jednořadý bílý, nažloutlý nebo nahnědlý chmýr dlouhý 2 až 10 mm tvořený mnoha jednoduchými, jemnými, stejně dlouhými paprsky.
Locika jedovatá a Locika kompasová má lehké stimulační a euforické účinky způsobem inhalace kouře vysušených listů, stonků. 

## Taxonomie
Rod se dělí do několik sekcí, podsekcí a skupin, přesné taxonomické vymezení a jednotná klasifikace rodu dosud není pro nedostatek podkladů dokončena. V České republice vyrůstá těchto 8 druhů:
- Locika dubová (Lactuca quercina) L.
- Locika jedovatá (Lactuca virosa) L.
- Locika kompasová (Lactuca serriola) L.
- Locika prutnatá (Lactuca viminea) (L.) J. Presl et C. Presl
- Locika setá (Lactuca sativa) L.
- Locika tatarská (Lactuca tatarica) (L.) C. A. Mey
- Locika vrbová (Lactuca saligna) L. – kriticky ohrožený druh (C 1t)
- Locika vytrvalá (Lactuca perennis) L.[1][6]

Mezi další druhy patří třeba:
- Lactuca floridana (L.) Gaertn.
- Lactuca acanthifolia (Willd.) Boiss.
- Lactuca × dichotoma Simonk.

## Galerie

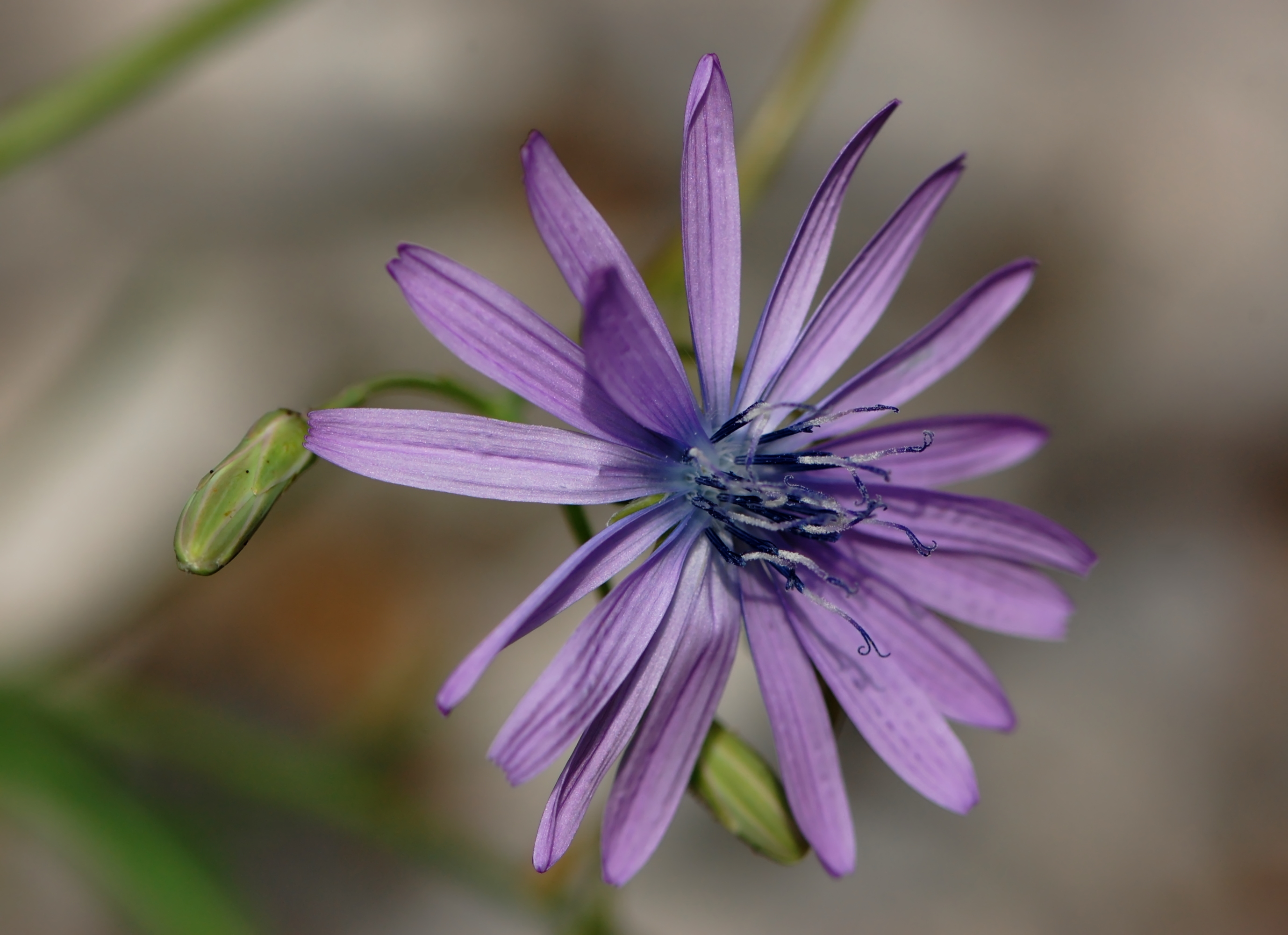
Květ lociky vytrvalé

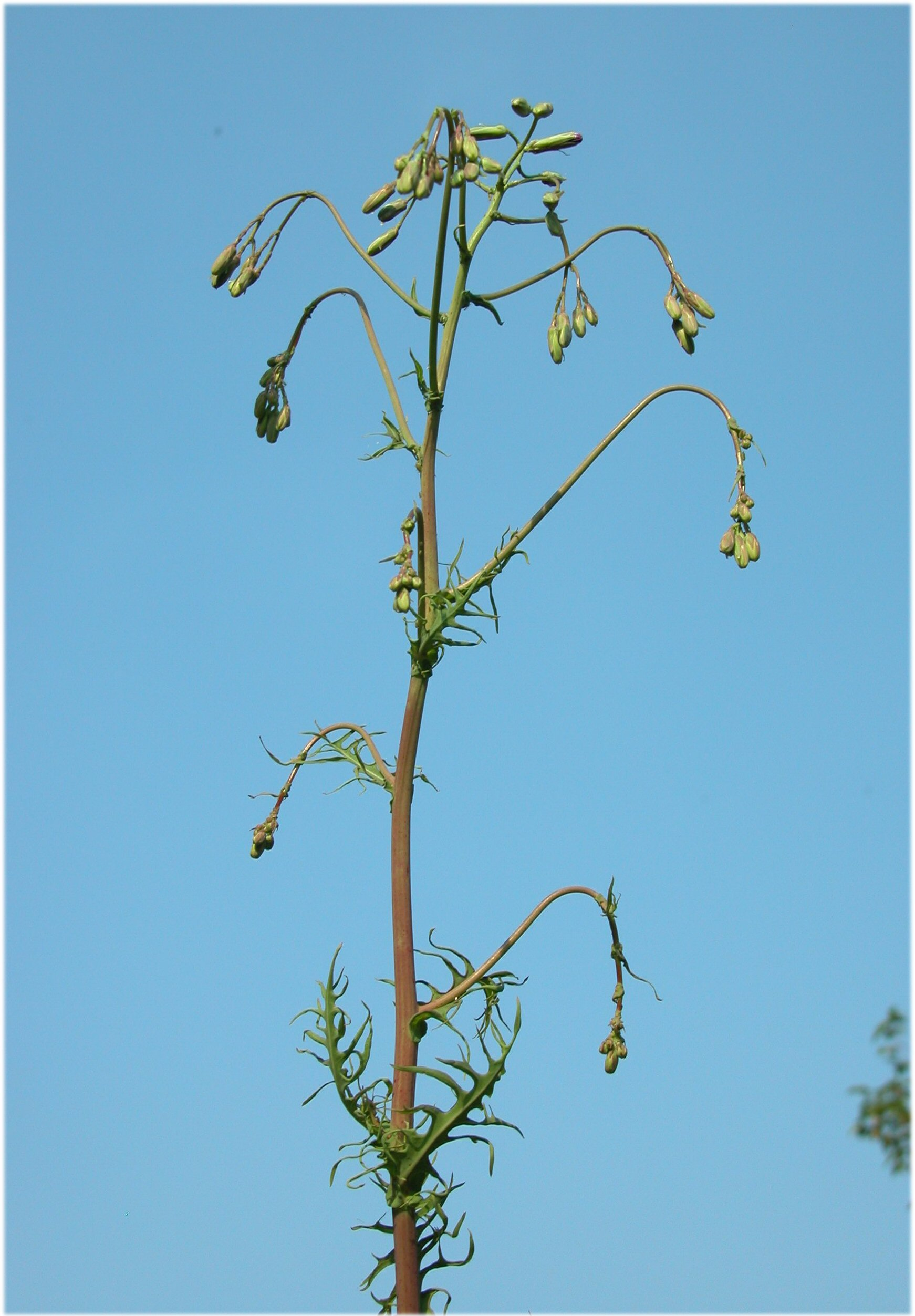
stonek lociky vytrvalé

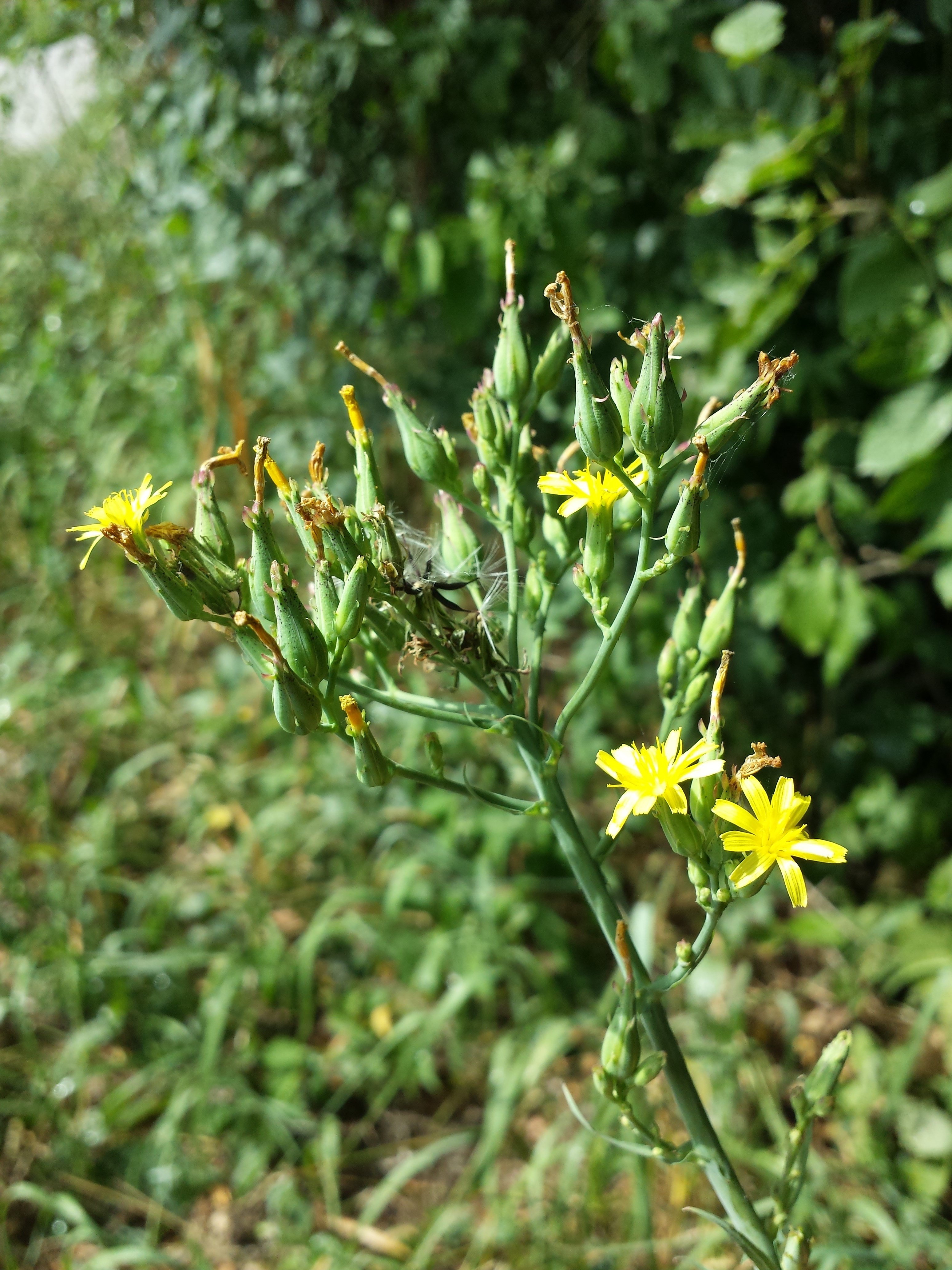
květy lociky dubové

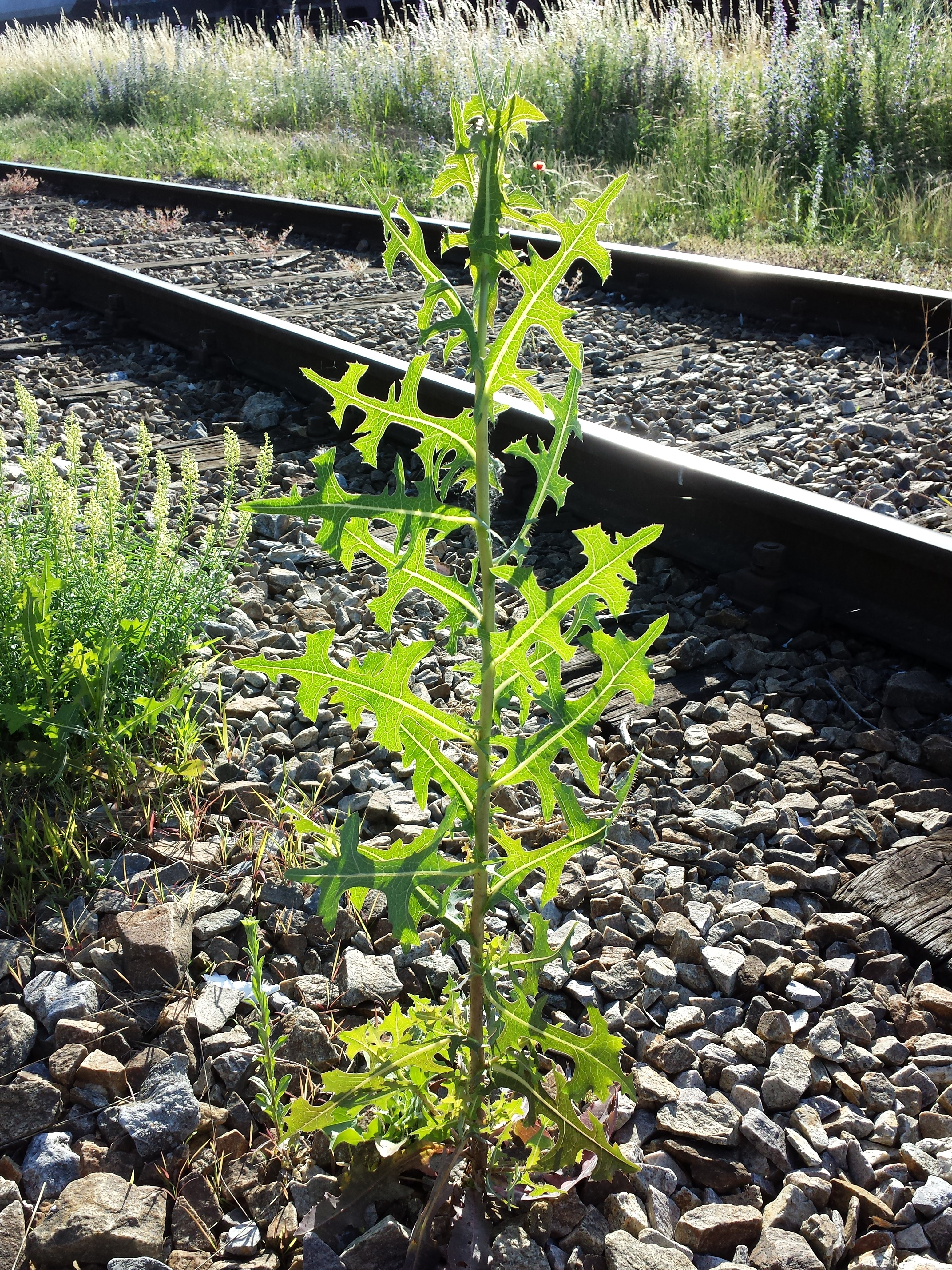
Locika kompasová u kolejí

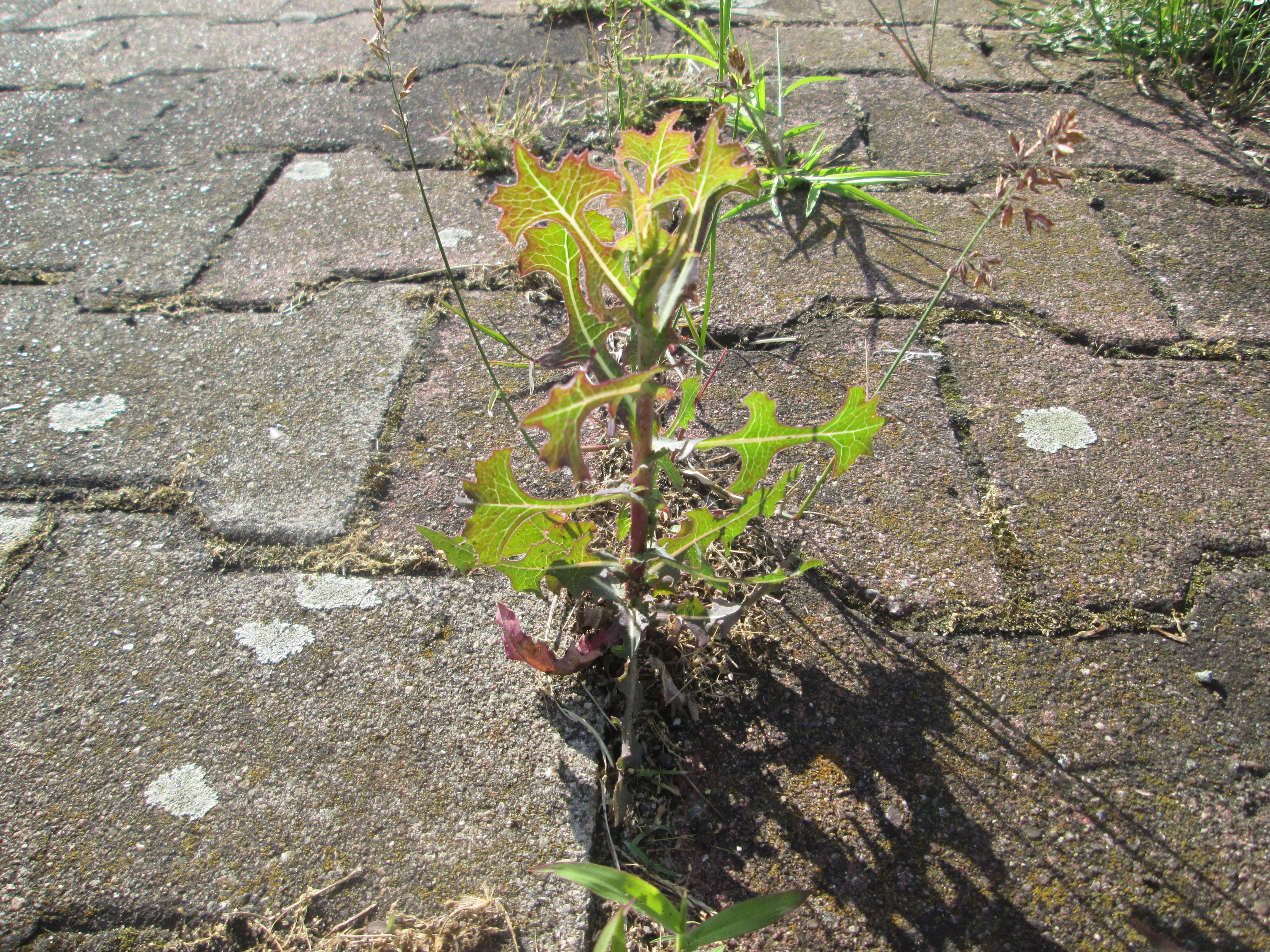
Malá locika jedovatá